# Tyler Beskorowany
Tyler Beskorowany (* 28. April 1990 in Sudbury, Ontario) ist ein kanadischer Eishockeytorwart, der zuletzt beim EC VSV in der ICE Hockey League unter Vertrag stand.

## Karriere
Beskorowany begann seine Karriere in der Saison 2003/04 bei den Onaping Falls Huskies in der Juniorenliga Northern Ontario Hockey League. Nach zwei Spielzeiten wechselte er zu den Valley East Cobras in die Great North Midget League, ehe er ab der Saison 2007/08 für die Owen Sound Attack in der Ontario Hockey League auf dem Eis stand. Im Sommer 2009 wechselte er innerhalb der Liga zu den Kingston Frontenacs.
In der Saison 2010/11 absolvierte Beskorowany seine erste Profisaison, als er sowohl für die Texas Stars in der American Hockey League als auch für die Idaho Steelheads in der East Coast Hockey League eingesetzt wurde. In der darauffolgenden Saison konnte er sich bei den Stars in der AHL etablieren und bekam etwa die Hälfte der Starteinsätze im Tor. Trotz eines Dreijahresvertrages bei den Dallas Stars erhielt der Torhüter keine Einsätze in der NHL, sondern wurde ausschließlich bei den zuvor erwähnten Farmteams in der AHL und ECHL eingesetzt. Im Sommer 2013 wechselte der Kanadier zunächst zum ECHL-Team San Francisco Bulls, als diese während der Saison aufgelöst wurden, schloss der Kanadier sich innerhalb der Liga den Orlando Solar Bears an. Nach guten Leistungen wurde er zum Ende der Saison an die St. John’s IceCaps in die AHL verliehen.
Im September 2014 unterschrieb Beskorowany bei der Düsseldorfer EG aus der Deutschen Eishockey Liga als Ersatzverpflichtung für den verletzten Stammtorhüter Bobby Goepfert. Nach ansprechenden Leistungen im Tor wurde sein auf vier Wochen befristeter Vertrag bis zum Ende der Saison 2014/15 verlängert. Im Dezember 2014 gab der Verein bekannt, dass Beskorowany einen weiteren Zweijahresvertrag unterzeichnet hat, mindestens also bis zum Ende der Saison 2016/17 in Düsseldorf verbleiben sollte. Dank einer Ausstiegsklausel verließ er den Verein im Frühsommer 2015, um bei den Springfield Falcons aus der AHL zu unterschreiben. Nachdem sich Beskorowany dort nicht empfehlen konnte und zwischenzeitlich sogar an das Farmteam Norfolk Admirals in die ECHL abgegeben wurde, kehrte er im Dezember 2015 in die DEL zurück und unterschrieb einen Vertrag bis zum Ende der Saison 2015/16 bei den Nürnberg Ice Tigers. Dort absolvierte er 25 Spiele, konnte aber an die hervorragenden Leistungen der Vorsaison, als er zum Torhüter des Jahres der DEL gewählt wurde, nicht anknüpfen.
In der Saison 2016/17 war Beskorowany ohne Verein und bestritt kein Spiel. In der Saison 2017/18 spielte er für die Cornwall Nationals (FHL) sowie für die Edinburg Capitals (EIHL). In der Saison 2018/19 heuerte Beskorowany dann bei den Belfast Giants (EIHL) an. Im Sommer 2019 wechselt er dann zu dem slowakischen Klub HC 05 Banská Bystrica und gehörte in der slowakischen Extraliga zu den Top-3-Torhütern. Im August 2020 wurde er vom EC VSV verpflichtet, verließ den Verein aber nach einer Verletzung schon Anfang Oktober wieder.

## Erfolge und Auszeichnungen
- 2010 OHL All-Star Game
- 2011 ECHL-Torhüter des Monats Januar
- 2011 Teilnahme am ECHL All-Star Game
- 2015 Torhüter des Jahres der DEL
- 2019 Bester Torhüter des IIHF Continental Cups
- 2019 EIHL und EIHL Cup Champion
- 2019 Torhüter des Jahres der EIHL